# Koksovna Svoboda
Koksovna Svoboda, dříve Koksovna František (přechodně též nesoucí názvy Generál Svoboda a Vítězný únor) je koksovna v ostravské čtvrti Přívoz. Její existence je velmi úzce spjata se sousedním dolem František. Nachází se v blízkosti dnešní železniční stanice Ostrava hlavní nádraží na někdejší Severní dráze císaře Ferdinanda. Byla založena společností Kamenouhelné doly Severní dráhy císaře Ferdinanda (SDCF) a jejím majetkem byla až do roku 1945. V současnosti patří společnosti OKK Koksovny.

## Historie
Od roku 1856 byla zavedena výroba koksu na jámě František. Koksování uhlí probíhalo v koksových milířích. V roce 1908 SDCF spolu s Moravskoostravským těžířstvem Marie-Anna. Od roku 1911 přešla koksovna do výhradního majetku SDCF. Postupně byly zprovozněny koksovací pece typu Otto-Sallen a Koppers na polopřímý způsob výroby zplodin. Postavením moderní koksovny František byla zrušena koksovna na dole Jindřich, která používala plamenné pece. Do jisté míry se tímto opatřením zlepšilo ovzduší v centru Moravské Ostravy. V roce 1909 postavena elektrická ústředna (elektrárna) na koksovně se dvěma generátory o výkonu 800 kW každý. V roce 1917 se koksovna František řadila na první místo výrobě koksu v revíru (20 % z celkové produkce revíru).
Přehled koksárenských pecí s jejich denním výkonem
| Rok  | Typ pece                   | Počet | Denní výkon [t/pec] | Provoz    |
| ---- | -------------------------- | ----- | ------------------- | --------- |
| 1909 | Otto-Sallen, regenerativní | 144   | 3,8                 | pěchování |
| 1912 | Koppers, regenerativní     | 82    | 5,0                 | pěchování |
| 1916 | Koppers, regenerativní     | 92    | 5,8                 | pěchování |
| 1929 | Still, regenerativní       | 50    | 12,5                | pěchování |

V letech 1924–1925 bylo firmou Jindřich Koppers, Essen, postaveno na místě 135 pecí Otto Hoffmann 75 nových pecí Koppers na koksárenský nebo kychtový plyn. Protože nově postavené baterie se nacházely na málo únosném podloží (půda kde bývaly rybníky) ohroženém poddolováním, byla pod bateriemi vybudována železobetonová deska 90 × 18,4 × 4 m, která ležela na pilotech a byla tvořena 135 komorami ve spodní části propojenými průchody.
V roce 1928 byla zahájena výstavba pecí Still na železobetonové základové desce silné 400 mm, opět na pilotech. Celá skupina pecí byla rozdělena na dvě části po 25 pecích. Plnění pecí probíhalo pěchováním. Vytápění zajišťoval vlastní koksárenský plyn, přebytečný plyn byl spalován v elektrárně František. V letech 1938 až 1944 proběhla úplná přestavba koksovny, její kapacita byla zdvojnásobena. Baterie Still (54 + 50 komor) se specializovaly na výrobu slévárenského koksu. Baterie Otto a Still (po 45 komorách) v roce 1943 přešly na sypný provoz a staly se nejvýkonnějšími v revíru. V roce 1952 se koksovna stala součástí Ostravsko-karvinských koksoven (OKK), v provozu bylo prádlo a pět baterií. Taktéž změnila název stejně jako důl František.

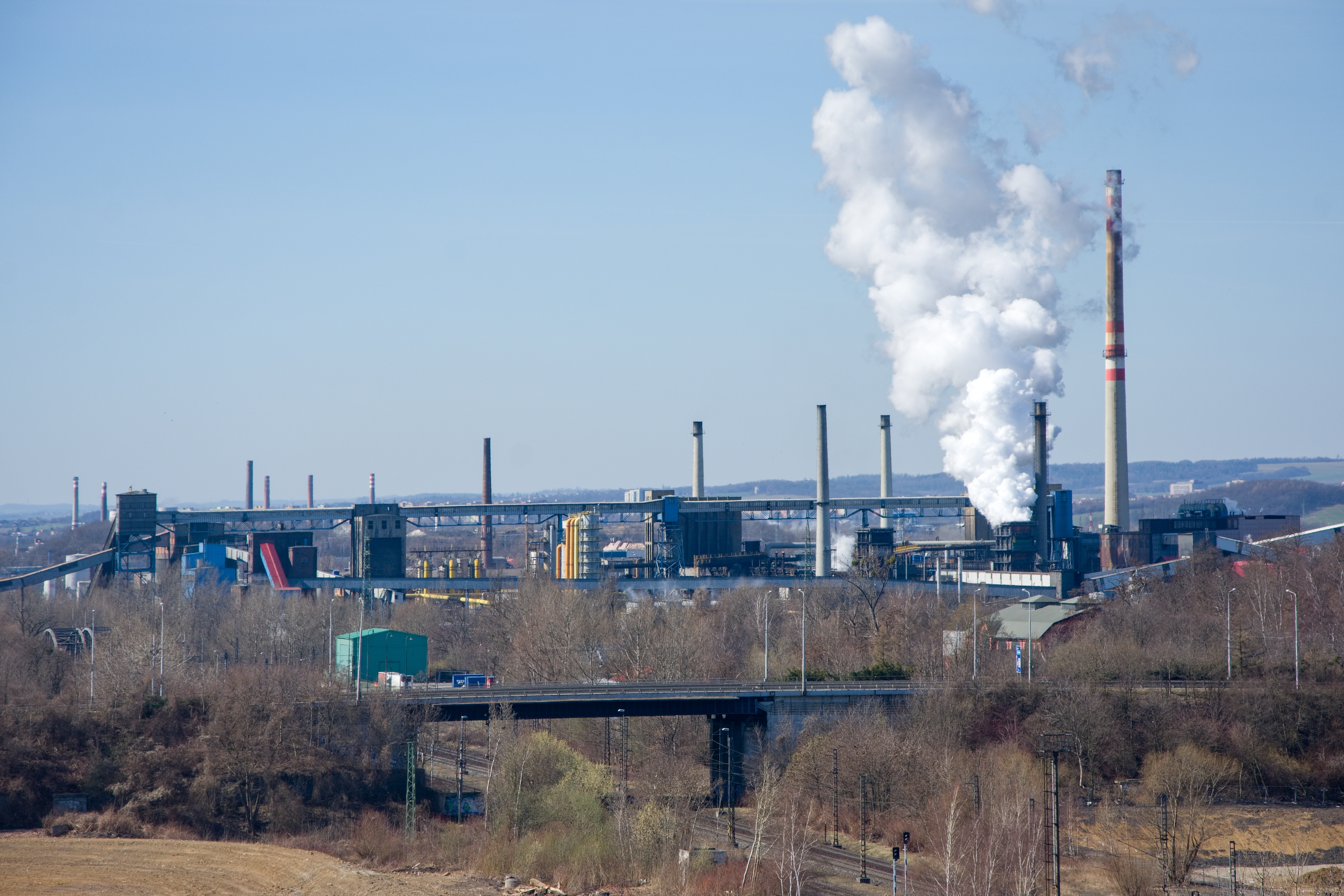
Pohled na koksovnu od severovýchodu

V letech 1952–1960 byla zavedena výroba smolného koksu z tvrdé smoly v 20 bateriích Koppers. V letech 1962–1965 byly doplněny druhové zásobníky praného uhlí, přípravy vsázky. V roce 1973 byly postaveny baterie Still se sypným provozem a zastaveny pece Koppers.
Po roce 1980 v období útlumu byly snižovány počty koksových pecí, následně i pece Still z roku 1973. Pece se rekonstruovaly, aby byla šetrnější k životnímu prostředí a došlo ke snížení exhalací.
V roce 1994 došlo ke spojení s Koksovnou Jan Šverma. V roce 1998 bylo uvedeno do provozu odsíření koksárenského plynu.
V roce 2010 měla Koksovna Svoboda čtyři koksárenské baterie (viz OKK Koksovny) po 210 komorách (kapacita 16 tun koksu), roční produkce činila 800 000 tun koksu.

### Úpravna uhlí[p. 3]
V roce 1917 byla rekonstruována třídírna uhlí, která upravovala uhlí z dolů František a Hubert s nimiž byla spojena lanovou dráhou (délka 2 km), a z dolů Jindřich, Jiří, Zárubek a Michal, odkud bylo uhlí dováženo po železnici vagony typu Talbot (20 t) nebo dřevěnými vagony (10 až 20 t). Uhlí putovalo do dvou zásobníků o objemu po 1400 tunách. Strojní zařízení pro odprašování uhlí, sazečky, bylo dodáno firmou Schüchtermann & Kremer, Dortmund. Odsátý prach (0–3 mm) se spotřeboval ke koksování nebo k topení v elektrárně František. Sazečky měly výkon 160 t/hod. Celkový výkon prádla (třídění uhlí mokrou cestou) činil za 24 hodin 3200 t. Upravené mleté uhlí ke koksování bylo transportováno do zásobníků o celkové kapacitě 4400 tun (15 zásobníků na 260 tun upraveného uhlí a 18 zásobníků po 100 tunách).
V roce 1943 byly postavena nová úpravna firmou Wesfalia-Diennenthal-Gröppel. Uhlí bylo dopravováno lanovkou z dolu Heřmanice (Viktoria) a po železnici z ostatních dolů SDF. Výkon úpravny byl 2 × 250 t/hod., upravovalo se uhlí do hrubosti 80 mm dvěma linkami. První byla pro úpravu koksového uhlí, druhá pro úpravu antracitového uhlí, pro výrobu dvou jakostně rozdílných koksů. Úprava uhlí probíhala mokrou cestou přes sazečky, které byly později nahrazeny flotačním zařízením. K ukončení úpravy uhlí došlo 30. června 1994.

### Úpravna koksu
Žhavý koks byl ze Stillových pecí vytlačen na hasicí vůz a hašen v hasicí věži (42 m vysoká), pak následovalo jeho třídění, kusový koks putoval do vagonů, drobný koks (zrnitost do 50 mm) putoval do třídírny, která byla uvedena do provozu v roce 1915. V třídírně se roztřídil na čtyři druhy: prach, hrášek, ořech a kostky. V případě potřeby koks větší kusovosti (nad 70 mm) se drtil. Koksový prach se využíval k topení v elektrárně František nebo zpětně v koksovně jako ostřidlo při výrobě koksu.

## Vedlejší produkty
Od roku 1913 získáván benzol, surový dehet, čpavek, síran amonný, koksárenský plyn
V letech 1962–1965 proběhla výstavba závodu na výrobu fenolu.

## Elektrárna František
Elektrárna František se nacházela v blízkosti železnice Severní dráhy císaře Ferdinanda (SDCF) a blízkosti nádraží Přívoz. Patřila do průmyslového komplexu dolu František a koksovny František. Byla majetkem SDCF až do roku 1945. V současnosti (2015) je jako provoz Teplárna Přívoz součástí společnosti Veolia Energie ČR.

## Vodárna
Vodárna odebírala vodu z řeky Odry čerpadly o výkonu 1 × 5 m³/min., 1 × 9 m³/min., 1 × 14 m³/min. a 1 × 20 m³/min. systémem dvě čerpadla v provozu a dvě v záloze. Po chemické úpravě a mechanickém čištění byla voda dodávána koksovně František a z koksovny vedly odbočky pro chlazení kompresorů na jámu Hubert a pro elektrárnu František.
Vodárna byla po 2. světové válce součástí Ostravsko-karvinských koksoven. Po roce 1990 se stala součástí OKD, OKK a.s. V roce 2006 průměrný odběr vody byl 95,1 l/s (roční 3 miliony m³), z toho pro Teplárnu Přívoz v ročním objemu 1 milion m³.

## Ubytování
Pro ubytování havířů společnost SDCF postavila kolonie a mezi soukromými domy v Přívoze bylo ještě dalších 13 zaměstnaneckých domů. Dvě kolonie U jámy František a kolonie koksovny František, které se nacházely v blízkosti jámy František a koksovny František v Přívoze, stály těsně vedle sebe. V obou koloniích bylo 76 domů a dvě noclehárny pro zaměstnance závodu František. V první etapě v 1869–1870 bylo postaveno 16 domů a jedna noclehárna. V druhé etapě 1892–1902 bylo postaveno 30 domů, jedna kasárna a jedna pekárna. V letech 1927 a 1933 byly domy demolovány. Z kolonie U jámy Františkovy se nedochoval žádný dům, z kolonie koksovny František v roce 1968 stálo 8 domů a ubytovna, v roce 2009 jen pět domů.